# 熊入温泉
熊入温泉（くまいりおんせん）は、熊本県山鹿市熊入町にある温泉。

## 泉質
- アルカリ性単純温泉
  - 源泉温度36 - 45℃

## 温泉街
山鹿市の中心市街地から北へ約1.5 kmの田園地帯にある温泉である。
立ち寄り湯として「熊入温泉センター」がある。熊入温泉センターには家族風呂も存在する。旅館は1軒存在する。

## 歴史
菊池武時の家臣・八幡弥四郎が発見したとされる。近世には既に今でいう共同浴場があったとされ、明治時代までは近郊の人々が訪れる温泉であった。今日では、素朴な温泉情緒で知られ、熊本県県北地域をはじめ福岡県からも湯治客が訪れる。